# Terempa
Terempa is een bestuurslaag in het regentschap Kepulauan Anambas van de provincie Riau-archipel, Indonesië. Terempa telt 3556 inwoners (volkstelling 2010).